# Тайрон (Пенсільванія)
Тайрон (англ. Tyrone) — місто (англ. borough) в США, в окрузі Блер штату Пенсільванія. Населення — 5480 осіб (2020).

## Географія
Тайрон розташований за координатами 40°40′35″ пн. ш. 78°14′46″ зх. д. / 40.67639° пн. ш. 78.24611° зх. д. (40.676456, -78.246046).  За даними Бюро перепису населення США в 2010 році місто мало площу 5,27 км², уся площа — суходіл.

## Демографія
Згідно з переписом 2010 року, у селищі мешкало 5477 осіб у 2275 домогосподарствах у складі 1422 родин. Густота населення становила 1039 осіб/км².  Було 2472 помешкання (469/км²).
Расовий склад населення:
| - 97,3 % — білих - 0,7 % — чорних або афроамериканців - 0,3 % — корінних американців - 0,3 % — азіатів |

До двох чи більше рас належало 1,1 %. Частка іспаномовних становила 1,0 % від усіх жителів.
За віковим діапазоном населення розподілялося таким чином: 22,6 % — особи молодші 18 років, 59,1 % — особи у віці 18—64 років, 18,3 % — особи у віці 65 років та старші. Медіана віку мешканця становила 40,1 року. На 100 осіб жіночої статі у селищі припадало 88,8 чоловіків;  на 100 жінок у віці від 18 років та старших — 85,8 чоловіків також старших 18 років.
Середній дохід на одне домашнє господарство  становив 52 635 доларів США (медіана — 39 497), а середній дохід на одну сім'ю — 57 637 доларів (медіана — 46 473). Медіана доходів становила 34 732 долари для чоловіків та 32 964 долари для жінок. За межею бідності перебувало 20,1 % осіб, у тому числі 35,1 % дітей у віці до 18 років та 11,4 % осіб у віці 65 років та старших.
Цивільне працевлаштоване населення становило 2368 осіб. Основні галузі зайнятості: освіта, охорона здоров'я та соціальна допомога — 25,6 %, виробництво — 19,6 %, роздрібна торгівля — 15,2 %.